# Лаксо
Лаксо (швед. Laxå) — містечко (tätort, міське поселення) на Півдні Швеції в лені  Еребру. Адміністративний центр комуни Лаксо.

## Географія
Містечко знаходиться у південно-західній частині лена  Еребру за 226 км на захід від Стокгольма.

## Історія
Поселення виникло в середині ХІХ століття. Його росту сприяло будівництво 1886 року головної залізниці між Гетеборгом і Стокгольмом (Västra Stambanan). Містечко Лаксо розташоване на однаковій відстані в 226 км від обох цих міст. Після спроудження 1866 року ще однієї залізничної лінії (Nordvästra stambanan) Лаксо стало вузловою станцією.

## Герб міста
Герб торговельного містечка (чепінг) Лаксо отримав королівське затвердження 1956 року.   
Сюжет герба: у червоному полі косий срібний хрест, над яким — срібний алхімічний знак заліза, а внизу — така ж рукавиця.
Хрест характеризує Лаксо як залізничний вузол. Рукавичка походить з печатки XVII століття гераду (територіальної сотні або повіту) Грімстен. Алхімічний знак заліза символізує видобуток залізної руди, який сприяв розвитку містечка.
Після адміністративно-територіальної реформи, проведеної в Швеції на початку 1970-х років, муніципальні герби стали використовуватися лишень комунами. Цей герб був 1971 року перебраний для нової комуни Лаксо.

## Населення
Населення становить 3 119 мешканців (2018). 

## Економіка
Основноими галузями промисловості в містечку є машинобудування та металообробка. Тут працюють підприємства промислової компанії ESAB, яка займається вдосконаленням зварювання. У 2012 році компанію придбала корпорація Colfax.

## Спорт
У поселенні базується футбольний клуб Лаксо ІФ.

## Галерея

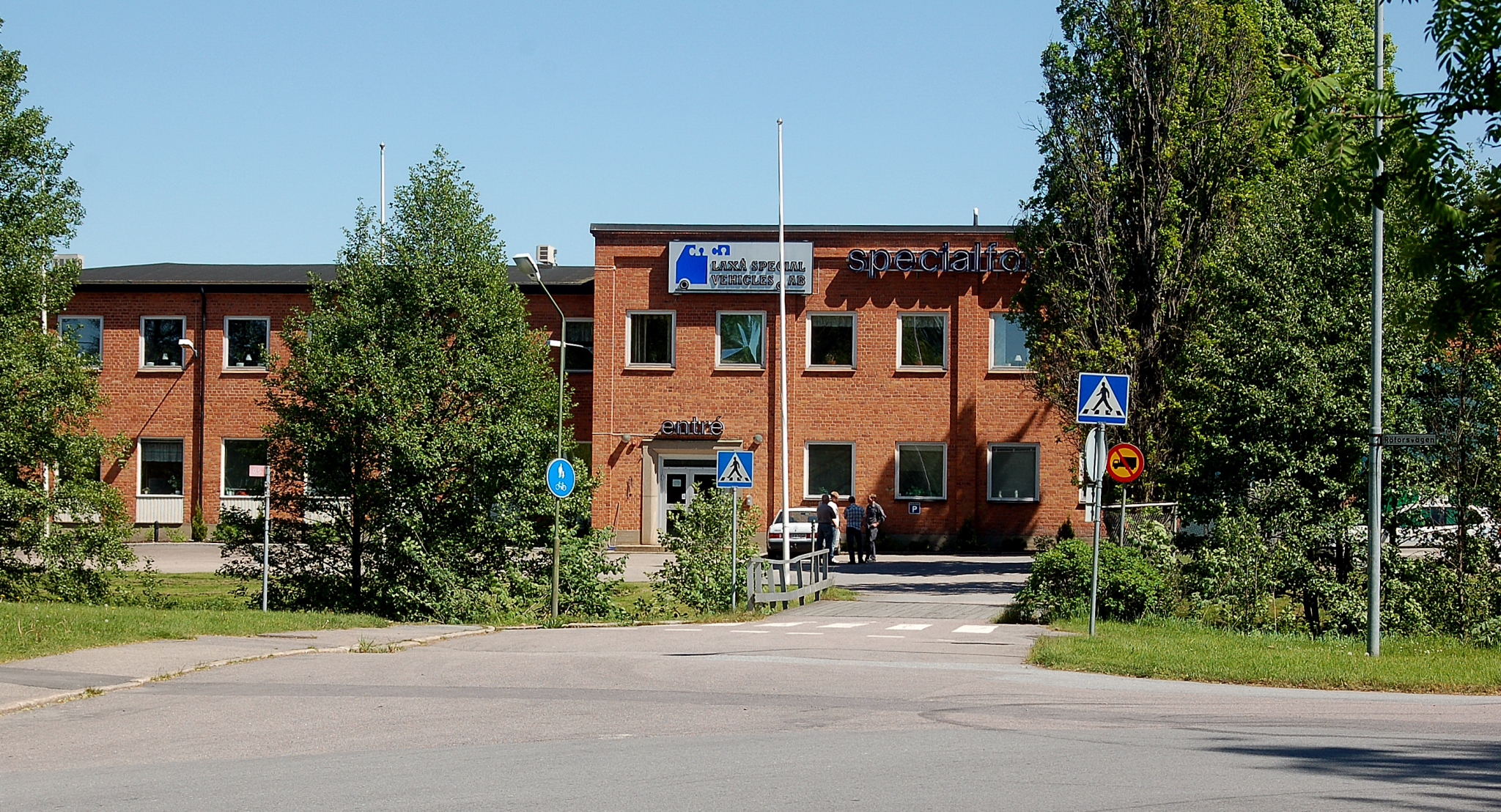
Паперова фабрика
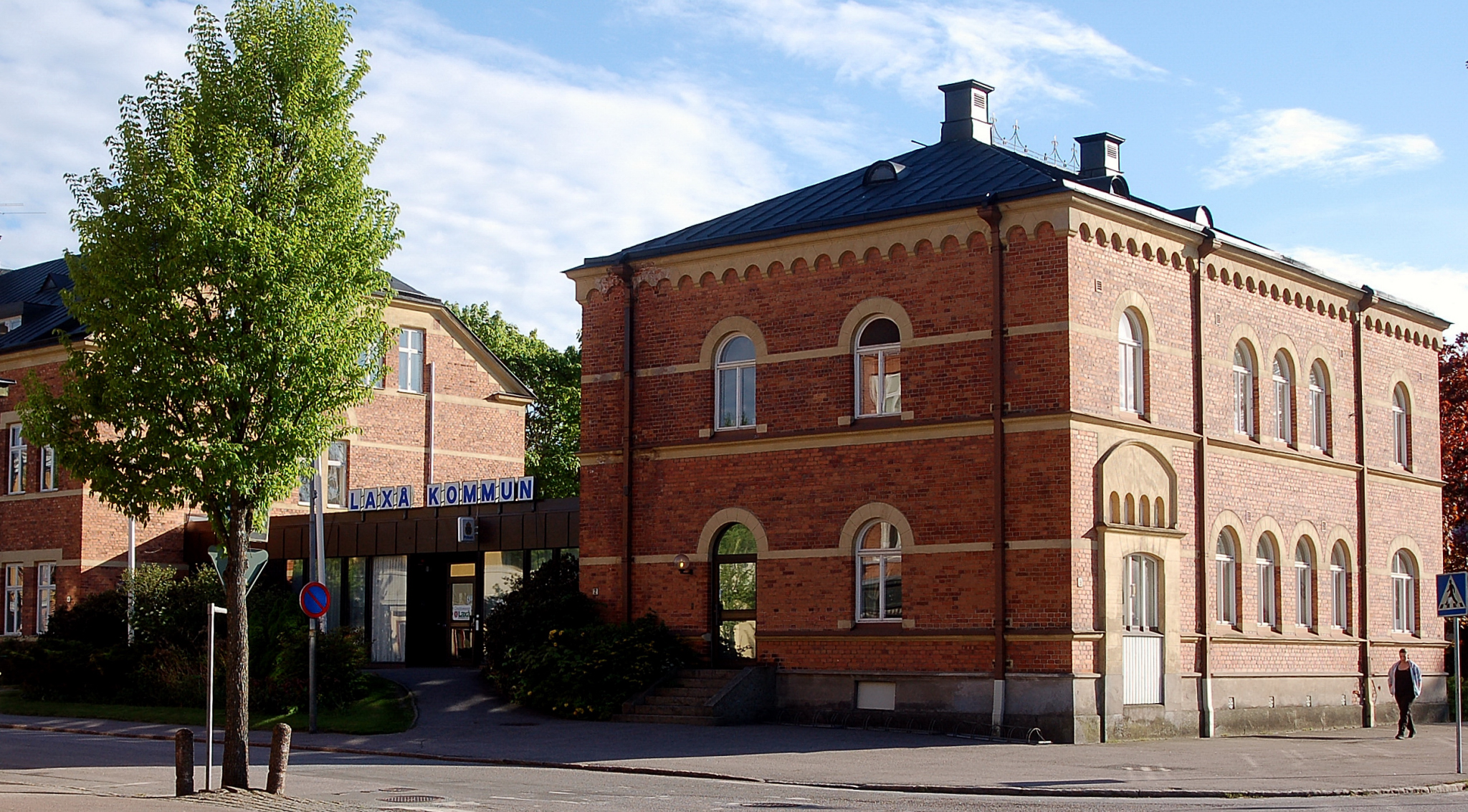
Управа комуни
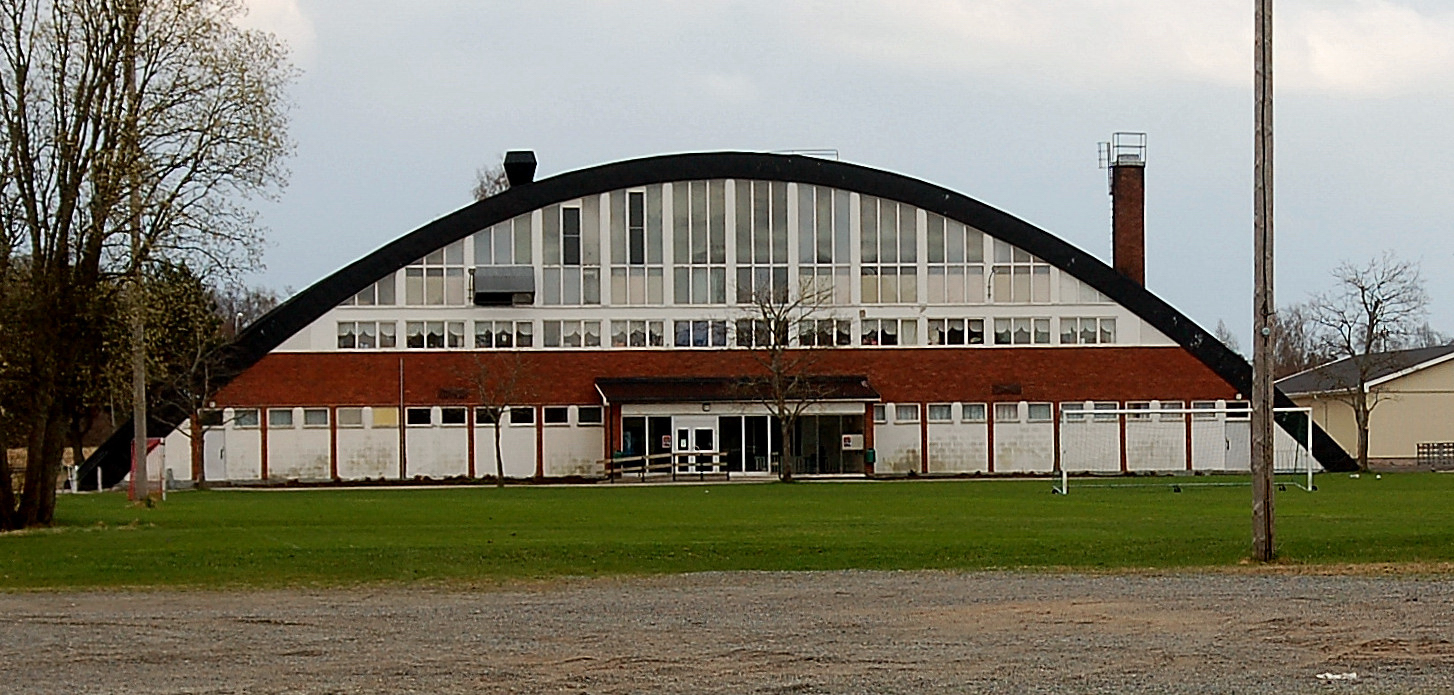
Палац спорту
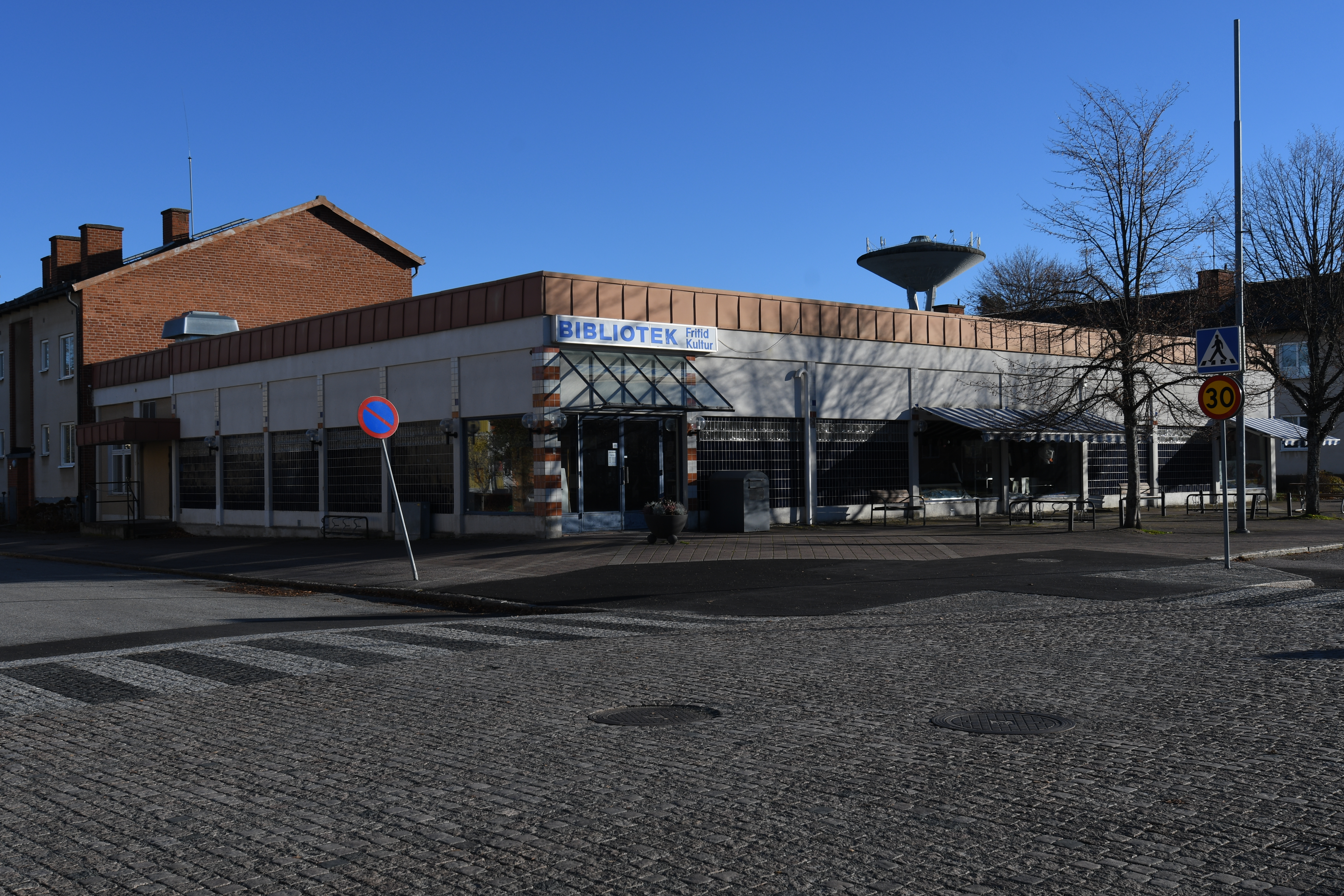
Бібліотека